# Parapsilocephala dunocoloris
Parapsilocephala dunocoloris är en tvåvingeart som beskrevs av Mann 1933. Parapsilocephala dunocoloris ingår i släktet Parapsilocephala och familjen stilettflugor. Inga underarter finns listade i Catalogue of Life.